# Villadia aperta
Villadia aperta es una especie de la familia de las crasuláceas, comúnmente llamadas, siemprevivas, conchitas o flor de piedra (Crassulaceae), dentro del orden Saxifragales en lo que comúnmente llamamos plantas dicotiledóneas, aunque hoy en día se agrupan dentro de Magnoliopsida. El nombre del género fue dado en honor al Dr. Manuel Villada (1841 – 1924), quien fuera médico, botánico y editor de la revistas “La Naturaleza”, la especie V. aperta, (aperta = abierta) hace referencia a la apertura de los sépalos.

## Descripción
Planta de la familia Crassulaceae. Raíces engrosadas, plantas amacolladas, tallos erectos de 2-3 dm de alto; hojas extendidas, lineares subcilíndricas, abruptamente agudas, papilosas en el ápice, corto, espolón en la base, de 1.5-2.3 cm de largo. Inflorescencia en tirso laxo de 12-18 cm de altura, con 10-20 ramas de 1-4 flores: sépalos oblongo-elípticos, subagudos, ascendentes o extendidos, de 3-7 mm de largo; corola crateriforme, de 7-8 mm de ancho, amarillo verdosa pálida, ovario corto, estilo largo y algo recurvado. Cromosomas n=15.

## Distribución
Endémica de México, se conoce solo de la localidad tipo.
Localidad tipo: Durango: 4 km al S de Revolcaderos.

## Hábitat
No se tienen datos exactos, se infiere vegetación desértica. 

## Estado de conservación
No se encuentra catalogada bajo algún estatus o categoría de conservación, ya sea nacional o internacional.